# Teodoro Llorente Monleón
Teodoro Llorente Monleón (1905-1936) fue un abogado y periodista español,  

## Biografía
Nacido en Valencia en 1905, era hijo de Teodoro Llorente Falcó y nieto de Teodoro Llorente Olivares.
Licenciado en derecho por la Universidad de Valencia, fue consultor de la Cámara Oficial Agrícola de Valencia, del Banco de Aragón y del diario Las Provincias. Ideológicamente era monárquico y católico conservador; se afilió primero a Renovación Española y después a la Comunión Tradicionalista. Hostil a la República, al fracasar el levantamiento del 18 de julio de 1936 en Valencia, fue detenido y apareció asesinado en agosto de 1936. 
En 1941 su padre publicó la recopilación de sus artículos Piadosa evocación.